# Millettia mavangensis
Millettia mavangensis là một loài thực vật có hoa trong họ Đậu. Loài này được Pellegr. miêu tả khoa học đầu tiên.